# 摩門路口 (亞利桑那州)
摩門路口（英語：Mormon Crossing）是位於美國亞利桑那州可可尼諾縣的一個非建制地區。該地的面積和人口皆未知。
最近的小鎮希伯（Heber）距離酒店有18英里。 這些設施由USDA森林服務局的Apache–Sitgreaves國家森林部門維護。

## 地理
摩門路口的座標為34°37′01″N 110°47′15″W / 34.61694°N 110.78750°W，而該地的平均海拔高度為1874米（即6148英尺）。